# Senna Guemmour
Senna Guemmour (ur. 28 grudnia 1979 we Frankfurcie nad Menem) – niemiecka piosenkarka, członkini trio Monrose. Dorastała w Nordweststadt. Jej rodzina pochodzi z Maroka. Jej ojciec zmarł gdy miała 9 lat. 

## Dyskografia

### Albumy studyjne (zMonrose)
- Temptation (grudzień 2006)
- Strictly Physical (wrzesień 2007)
- I Am (wrzesień 2008)
- LadyLike (czerwiec 2010)

### Single (gościnnie)
- Melodiez Kool Savas (2008)